# 伊佐山三郎
伊佐山 三郎（いさやま さぶろう、1901年1月5日 - 1967年9月21日）は、日本の撮影技師である。映画監督の田坂具隆とのコンビネーションで知られ、「日本映画史の中でももっとも幸福なコンビ」と呼ばれる。

## 人物・来歴
1901年（明治34年）1月5日、茨城県に生まれる。
東京に移り、旧制・中央大学に入学するも、中途退学する。1922年（大正11年）、日活向島撮影所に入社する。撮影部で撮影助手を務めていた1923年（大正12年）9月1日に起きた関東大震災で同撮影所は壊滅、この時先輩の撮影技師の高坂利光と共に撮影機材を持ち出し、震災の様子をフィルムに収めた。震災後は日活京都撮影所に異動した。
1924年（大正13年）、撮影技師に昇進し、三枝源次郎監督、山本嘉一主演による現代劇のサイレント映画『民族の黎明』でデビュー、同作は同年7月4日に公開された。1927年（昭和2年）、山本嘉次郎脚本の『鉄腕記者』で初めて田坂具隆と組み、同年には『しゃぼん娘』の撮影を務め、以降、田坂と行動をともにする。1932年（昭和7年）、村田実、伊藤大輔、田坂具隆らの新映画社設立に参加、同年、伊藤が脚本を書き村田と田坂が共同監督した『昭和新撰組』の撮影を務める。
1936年（昭和11年）、日活に復帰、現代劇の新撮影所である日活多摩川撮影所（現在の角川大映撮影所）に移籍、同年、田坂監督の『追憶の薔薇 前後篇』の撮影を務める。同撮影所で『路傍の石』、『五人の斥候兵』等の作品に携わる。
第二次世界大戦後は、戦争中に在籍した松竹京都撮影所で、1946年（昭和21年）、市川哲夫監督の『東京特急四列車』から始まった。東横映画や大映京都撮影所、大映東京撮影所を経て、1953年（昭和28年）9月に製作再開宣言をした日活に再度復帰、1954年（昭和29年）、春原政久監督の『女人の舘』の撮影を務めている。1958年（昭和33年）には、田坂監督の『陽のあたる坂道』を手がけ、同作で第13回毎日映画コンクール最優秀撮影賞を受賞した。
1967年（昭和42年）9月21日、死去した。満66歳没。
大映時代の後輩で、後にテレビドラマや映画『戦国自衛隊』、『鬼平犯科帳 劇場版』等で撮影監督を務めた伊佐山巌(旧姓・滝田)は女婿。

## おもなフィルモグラフィ
- 『民族の黎明』 : 監督三枝源次郎、1924年 - 技師昇進作
- 『陸の人魚』 : 監督阿部ジャック、1926年
- 『鉄腕記者』 : 監督田坂具隆、1927年
- 『阿里山の侠児』 : 監督田坂具隆、応援監督溝口健二、1927年
- 『しゃぼん娘』 : 監督田坂具隆、1927年
- 『唐人お吉』 : 監督溝口健二、1930年 - 横田達之と共同
- 『昭和新撰組』 : 監督村田実・田坂具隆、脚本伊藤大輔、1932年
- 『月よりの使者』 : 監督田坂具隆、1934年
- 『明治一代女』 : 監督田坂具隆、1935年
- 『追憶の薔薇 前後篇』 : 監督田坂具隆、1936年
- 『真実一路』 : 監督田坂具隆、1937年
- 『五人の斥候兵』 : 監督田坂具隆、1938年
- 『路傍の石』 : 監督田坂具隆、1938年
- 『土と兵隊』 : 監督田坂具隆、1939年
- 『海軍』 : 監督田坂具隆、1943年
- 『東京特急四列車』 : 監督市川哲夫、1946年
- 『女人の舘』 : 監督春原政久、1954年
- 『乳母車』 : 監督田坂具隆、1956年
- 『陽のあたる坂道』 : 監督田坂具隆、1958年
- 『太陽の季節』 : 監督古川卓巳、1956年
- 『青い街の狼』 : 監督古川卓巳、1962年
- 『ギャングの肖像』 : 監督古川卓巳、1965年 - 遺作

## 註
1. 1 2 3 4 5 6 7 8 9 10 11 12 13  伊佐山三郎、『講談社 日本人名大辞典』、講談社、コトバンク、2010年2月26日閲覧。
2. ↑  シリーズ・日本の撮影監督 1、東京国立近代美術館フィルムセンター、2010年2月26日閲覧。
3. 1 2 3 4 5 6 7  伊佐山三郎、日本映画データベース、2010年2月26日閲覧。
4. ↑  Saburo Isayama （英語）, Internet Movie Database, 2010年2月26日閲覧。
5. ↑  高村倉太郎「撮影者の横顔「物静かなファイター」」『映画撮影』第41号、日本映画撮影監督協会、1971年1月、29頁。